# Прапор Анголи
Прапор Анголи — один з офіційних символів держави Ангола. Він розділений горизонтально на верхню червону половину (символізує соціалізм) і нижню чорну половину (символізує Африку), і має жовту половину зубчастої передачі (символізує робітничий клас і промисловість), яку перетинає мачете (символізує селянство та збройну боротьбу) і яка увінчана зіркою (символізує Радянський Союз, який спонсорував правлячу партію МПЛА).

## Історія
У 1966 році португальський вексилолог Алмейда Лангханс (Franz Paul de Almeida Langhans) у своїй книзі «Герби заморських володінь Португалії» (Armorial do Ultramar Português) запропонував затвердити для всіх португальських заморських провінцій прапори на основі прапора Португалії з додаванням зображення щита з герба заморської провінції. Затверджений разом з гербами інших португальських колоній у 1935 році, щит в гербі Анголи являє собою щит складений з трьох частин, в основі якого, як і в гербах всіх інших португальських володінь, були зображені зелені та срібні хвилі, в лівій частині на срібному тлі — п'ять лазурових щитків з 5 срібними цвяхами кожен (quina, найстаріший герб Португалії), а в правій частині було зображено на пурпуровому тлі слона і зебру натуральних кольорів — як символ Анголи. Але проєкти А. Лангханса навіть не були розглянуті урядом Португалії. У 1956 році було створено Народний рух за звільнення Анголи (МПЛА) (порт. Movimento Popular de Libertação de Angola, MPLA), прапором якого з 1962 року було червоно-чорне полотнище з великою жовтою п'ятипроменевою зіркою в центрі. Цей прапор був покладено за основу прапора Народної Республіки Ангола та затверджений Конституцією Анголи, й піднято вперше за проголошення незалежності 11 листопада 1975.

## Пропозиції
28 серпня 2003 Конституційна комісія запропонувала прийняти новий державний прапор.
Новий прапор розділений на 5 горизонтальних смуг. Верхня і нижня смуги темно-синього кольору, які символізують свободу, справедливість і солідарність. Дві проміжні смуги білого кольору, які символізують світ, єдність і згоду. Центральна смуга червоного кольору — символ пам'ять про жертви, стійкість і героїзм. В центрі червоної смуги розташовується жовте сонце, змальоване у вигляді трьох неправильних концентричних кіл, з 15 променями по зовнішньому колу. Це стилізоване зображення наскального малюнку, виявленого в печері Читундо-Хулу в провінції Наміб. Сонце символізує історичну і культурну самобутність, а також багатства Анголи.
Конституційна асамблея (21 січня 2010 року) і Конституційний трибунал (30 січня 2010 року) залишили прапор 1975 без змін.

## Галерея

Запропонований прапор Португальської заморської провінції Ангола (1967)
Прапор колишнього руху, а тепер правлячої партії МПЛА
Запропонований прапор Анголи (1996)
Запропонований варіант прапора (2003)